# John Gatchell
John Gatchell (27. listopadu 1945 – 9. června 2004) byl americký jazzový trumpetista. Studoval na newyorské střední škole Walta Whitmana, kde hrál ve školní kapele. Poté, co se vrátil z armády, stal se koncem šedesátých let členem skupiny Ten Wheel Drive a později působil v kapele Gotham. Během své kariéry spolupracoval s mnoha hudebníky, mezi které patří například Lalo Schifrin, Earl Klugh, Blue Mitchell, Chick Corea, John Cale, Billy Joel, Esther Phillips, George Benson nebo Grover Washington, Jr.